# Boulevard Al Massira Al Khadra
 (décembre 2024).
Le Boulevard Al Massira Al Khadra (en arabe: شارع المسيرة الخضراء) est un important boulevard de l'arrondissement Maârif de Casablanca, la plus grande ville et capitale économique du Maroc.

## Situation
Connu pour ses nombreuses marques de vêtements internationales (comme Zara, Bershka, Adidas) ainsi que pour ses célèbres tours jumelles, le Twin Center, le boulevard débute au pied ces dernières, à son intersection avec le Boulevard Mohamed Zerktouni, et se termine environ 1.1 kilomètres plus à l'ouest, au rond-point où il croise le Boulevard d'Anfa.

## Nom
Le boulevard tient son nom de la Marche Verte (en arabe: المسيرة الخضراء), une marche pacifique du peuple marocain vers le Sahara occupé par les Espagnols en 1975.